# Градиштански кањон
Градиштански кањон јадан је од четири дела Сићевачке клисуре и део речне долине Нишаве који је настао интензивним усецањем њеног воденог тока у стенску масу, између Облика (901 m), огранака Суве планине (са леве стране), и јужних огранака или венаца Сврљишких планина  (Голубњак, 1179 m, Плеш 1267 m и Тупанар 1106 m) са десне стране. Налази се 20 km источно од Ниша, између села Островица (низводно) и насеља Долац (узводно). Дуг је око 5,5 km, (7 km ), и спаја Островичку котлину са Белопаланачком котлином. Такође је и најкраћа веза између средњег и доњег Понишавља, односно између горњег и доњег дела средњег Нишавља.
Кроз Градиштански кањон, паралелно са Нишавом, изграђени су железничка пруга (1886/1887) и нишавски међународни магистрални пут (1964). Нишавска железница која пролази кроз долинске усеке кањона део је велике светске железничке магистрале (Лондон—Париз—Београд—Ниш—Софија—Истанбул), а магистрални пут Е-80, источни крак Коридора 10, део велике паневропске магистрале (Салцбург—Загреб—Београд—Ниш—Софија—Истанбул), и веза преко Мале Азије са осталим подручјима света.
Због живописних предела, очуваних геоморфолошких особина и природних вредности са претежно очуваним природним екосистемима и јединственом флором и фауном, заједно са осталим деловима Сићевачке клисуре, проглашена за Парк природе II категорије заштите,

## Називи
Градиштански кањон - Градишки кањон (по оближњем селу Градишту), носи и низ других назива: Горња, Велика Сићевачка клисура, Островичка клисура, Црначко-градиштанска клисура, Островичко-градиштанска клисура.

## Статус
Због живописних предела, очуваних геоморфолошких особина и природних вредности са претежно очуваним природним екосистемима и јединственом флором и фауном, од 2000. Градиштански кањон, је заједно са осталим деловима Сићевачке клисуре, проглашена за Парк природе II категорије заштите,
Као заштићено подручје са значајним еколошким и културним добрима, подручје је намењено очувању укупне геолошке, биолошке и предеоне разноврсности Србије, и задовољењу научних, образовних, духовних, естетских, културних, туристичких, здравствено-рекреативних потреба и осталих делатности усклађених са традиционалним начином живота на овом простору и начелима одрживог развоја.
Некада богато подручје бројним сисарима и папкарима, данас је остало само у причама, јер је крчење шума и досељавање становништва на ове просторе значајно утицало на њихово истребљење. Након стављањем под заштиту, у првој деценији 21. века, вегетација је почела све више да се обнавља, што је једним делом допринело и повратку дивљачи на овај простор. Тако су нпр. 2003. године виђене срне.

## Природне одлике Градиштанског кањона
На југоисточном ободу Нишке котлине тектонска изломљеност терена омогућила је интензиван процес красификације кречњачке масе. У вишим партијама кречњаци садрже све, како површинске тако и подземне морфолошки развијене облике краса. На источном ободу пружа се пространа Куновичка површ, која је у области Сићевачке клисуре претежно посебна морфотектонска и предеона целина и у коју је усечен и Градиштански кањон Нишаве. Са северне стране кањон ограничава Суву планину, а са јужне Сврљишке планине. После Ђердапске клисуре, најдужа је пробојница у Србији.

### Положај и пространство
Градиштански кањон, се налази на дну плиоценског језера одакле је почело кањонско усецање Нишаве у језерски под, и формирање Градиштанског кањона а потом и остатка Сићевачке клисуре као пробојница реке Нишаве која са истока према западу тече између јужних падина Сврљишких планина (Плеш и Пернатица) и северних крајева Суве планине (Облик). Кањон је тесно склопљених, међусобно приближeних страна представљених највећим делом стрмим и вертикалним, често степенасто одсеченим стеновитим литицама. Ширина кањона при дну углавном се своди на речно корито Нишаве.  Висина стеновитог кањонског зида достиже на северној страни Облика око 400 m, док се просечан износ директног кањонског усецања долине креће се око 250 m.
Лева страна кањона има континуирано пружање, са изузетком долине потока Бабица на самом уласку у клисуру, док је десна страна просечена долинама неколико мањих, повремених притока Нишаве, стрмих узужних профила и висећих ушћа.
Композитни Градиштански кањон Сићевачке клисуре (као и њена остала три дела) предиспонирана су главним нишавским раседом дуж којег су стваране и потолине Нишка, Островичка и Белопаланачка котлина. Тим раседним линијама и зонама заправо је одређен правац усецања, најпре језерским отоком, касније, наслеђеном долином Нишаве.
За постанак и данашњи изглед Градиштанског кањона од великог су значаја најмлађа убирања планинских венаца. Резултат ових убирања су високи лучни сводови као последица „најмлађих тектонских процеса током којих се Нишава усецала, а околни планински венци издизали, што је означило Градиштански кањон и целу Сићевачку клисуру и као асцендентну долину“.
Градиштански кањон је најинтересантнији и најлепши део Сићевачке клисуре, почиње код села Црнче, на западној граници Белопаланачке котлине, где огранци Суве планине и Сврљишких планина напуштају Нишаву, и одатле се правцем исток-запад протеже 5.500 километара лучно све до железничког моста на код Манастира Свете Петке Иверица у насељу Островица, где пруга прелази са леве обалу реке на десну, на месту где се у Сићевачкој клисури највише приближавају Сврљишка планина и Сува планина
Испод села Градишта, кањон је дубок је 260 m, а на излазу, код Манастира Света Петке Иверице 360 m. Кањон је усечен  у „долинском поду”, заравни, широкој на улазу 500 до 600 m, а код Манастира Света Петке Иверице, на излазу, само 50 m. Долински подови у клисури повијају се у виду лукова или сводова.
Јужним ивицом (левом обалом) дуж долине Нишаве на њеном кањонском дну од 1886 до 1897. године пролази, кроз четири тунела међународна железничка пруга, Истанбул—Софија—Ниш. Од 1964. године, уз десну обалу Нишаве кроз планински масив Градиштанског кањона, просечен је, и једним делом изграђен, кроз 13 тунела, укупне дужине 1.045 m, међународни пут Истанбул—Софија—Ниш.

## Геолошке и геоморфолошке карактеристике
Најстарија прошлост Сићевачке клисуре везана је за горњи палеозоик (перм), када је овај простор налазио на дну океана (Тетиса) и када се дешавала Херцинска орогенеза. Тада су настале геолошке јединице које представљају водонопрестиву зону Сићевачке клисуре, и чине подину кречњака.
У мезозоику, током креде, у више од стотину милиона година наталожили су се дебели слојеви кречњака који данас представљају главну кречњачку масу клисуре. Кречњачки терен, у више него двотрећинском износу прекрива Градиштански кањон и одликује се појавом крашких облика рељефа. Од површинских крашких облика у кањону су заступљени; каменице, шкрапе и вртаче, а од подземних посебну атракцију представљају бројне пећине, поткапине, јаме, остењаци и др. Остатак рељефа припада танком слоју, знатно еродованих неогених (углавном плиоцених) језерских седимената, који је у Градиштанском кањону плитак и поприлично деградиран и спран.
На данашњој висини од 450 m до 510 m, на којој се појавило језерско дно почели су да делују флувијални и падински процеси Нишаве и бочних притока. Њима су, по неким истраживачима, Морава и Нишава извршиле 17 вертикалних засецања и довеле до стварања исто толико тераса, што се у значајној мери поклапа са Миланковићевом математичком климатском теоријом терасастих промена климе. Зато је једна од општих карактеристика подручја Градиштанског кањона и целе Сићевачке клисуре степенаста морфопластика, изражена кроз вертикално смењивање заравњених површина и мање или више стрмо одсечених падина.
Река Нишава је у Сићевачкој клисури усекла четири терасе (на апсолутној висини од 200 m до 510 m), тако да се терен степенасто спушта идући од врхова клисуре ка Нишави.
- Први терасни ниво је изнад 200
- Други терасни ниво је на 46 m релативне висине,
- Тречи терасни ниво обухвата терасу од 30 до 35 m,
- Четврти терасни ниво је флувијална тераса од 7 до 10 m релативне висине.

Средњи ниво прати обале Нишаве а на изласку из Сићевачке клисуре је 35 m релативне висине. Изнад терасе од 46 m релативне висине, налазе се трагови виших флувијалних тераса, који се не могу документовати материјалом, и углавном је реч о морфолошким фрагментима. Прве три терасе су плеистоценске старости.

## Тектонске карактеристике
Градиштански кањон Сићевачке клисуре налази с на јужнонишавском раседу (у непосредној близини Јелашничког и Кутинског раседа) којим је формиран јужни обод нишког терцијарног басена, који је јасно изражен и на северним странама Кованлука изнад Нишке Бање. Он се укршта са заплањским и студенским раседом, дуж којих је вршено спуштање терена и формирање неогених басена.
Геолошко-морфолошка разноврсност је једна од основних карактеристика овог подручја у коме преовлађујућу масу стена чине мезозојски кречњаци.

## Климатске одлике
Сматра се да је у току неогена клима у широј области Градиштанског кањона била топлија и влажнија од данашње, и да су у то доба постојали повољни услови за развој флувијалног и крашког процеса. У плеистоцену клима се значајно изменила и наступило је захлађење, са хладнијом, вероватно сувом климом, што је утицало на бројне промене у формирању рељефа Градиштанског кањона. Под утицајем ниских температура интензивирано је мразно разарање стена, наизменично замрзавање и крављење тла на падинама кањона што је условило развој солифлукција и других појава везаних за дејство криогене ерозије. Током плеистоцена наизменично су се смењивали глацијални стадијум са топлијим интерглацијалним периодима. Ове климатске промене имале су велики утицај на интензитет развоја појединих процеса, пре свега флувијалног и крашког.
После плеистоцена долази до отопљавања и обликовања климатских појасева сличних данашњим. Егзогени процеси се одвијају у условима знатно топлије и влажније климе у односу на исту у глацијалним стадијумима плеистоцена, те флувијални процес преузима главну улогу у обликовању рељефа, који се у Сићевачкој клисури задржао до данас.
Данашњи климатски услови у Градиштанском кањону као и осталом делу Сићевачке клисуре имају одлике умерено–континенталне климе. Температурни режим као мера топлотних услова, на подручју кањона првенствено је условљен Сунчевом радијацијом, њеним географским положајем и рељефом. Окружена високим планинским масивима, чине клисуру заштићеном од наглих продора и смена ваздушних маса, што утиче на мања температурна колебања и мању количину падавина у овом подручју. Просечна годишња температура ваздуха је око 10 °C, а разлика средњих годишњих температура је мања од 1 °C.
Сићевачку клисуру одликује уједначен годишњи ток температуре, при чему су максималне вредности у јулу, а минималне у јануару. Дневне температурне амплитуде су веће за 6–8 °C од истих у Нишкој котлини. Јутра су током лета хладнија за 2–4 °C, чему доприноси и хладна вода Нишаве. Просечне годишње температуре у Сићевачкој клисури су сличне Нишкој, Пиротској и Белопаланачкој котлини у летњим месецима, док су у зимским бар за један степен више у односу на Нишку котлину, где су зимски месеци увек хладнији, а летњи топлији.
| Средње температуре годишњих доба у Градиштанском кањону и осталом делу Сићевачке клисуре (1950—2009) |         |          |          |          |
| Годишње доба                                                                                         | Зима    | Пролеће  | Лето     | Јесен    |
| Средња температура                                                                                   | 1,53 °C | 11,87 °C | 21,37 °C | 12,07 °C |

Најхладнији месец је јануар са просечном температуром од -0,6 °C. Најтоплији месец је јул са температурама које варирају од 20 °C до 22 °C. Мала амплитуда средње месечне температуре сврстава Сићевачку клисуру и њену околину у најтоплија подручја Србије. Такође она је у просеку топлија од других клисура у Србији, јер се њене стеновите осојне стране интензивно загревају у току дана. Јесени су топлије од пролећа.
У Сићевачкој клисури дувају; северни ветрови (Кошава), северозападни, „Сићевац“, „Југо“ и други;
| Назив ветра         | Карактеристике |
| ------------------- | --- |
| Кошава              | Северни ветар (северњак, „свињоморац“), који се јавља из североисточног правца. Нема велику честину и дува знатном јачином у хладнијој половини године.             |
| Сићевац             | То је ветар који дува кроз Сићевачку клисуру и најснажнији је ветар у овој области. Често је олујног карактера.                                                     |
| Југо                | Топао и веома неповољан ветар за пољопривредне усеве и стоку. Он исушује тло, усеве и воће, тако да се биљке под његовим утицајем „спаруше“, а стока мршави и гине. |
| Северозападни ветар | То је најучесталији ветар на простору клисуре, који дува брзином од 1,5 до 2,9 .                                                                                    |

Облачност у Градиштански кањон доносе западни ветрови, док сви остали ветрови углавном узрокују ведро време. Највећа облачност је током зиме, а максимум достиже током месеца децембра када је 7,8 десетина неба покривено облацима. Смањење облачности почиње са првим пролећним месецима и траје до септембра.
Иако подручје Градиштанског кањона карактерише мала количина падавина, од 551 до 586,8 mm атмосферских талога годишње, она због своје целокупне заклоњености има већу релативну влажност од свог окружења. Зато су у њој ублажена и дејства мразева, ветрова и суша, а магла се јавља чешће и траје дуже. Изражена јутарња роса честа је појава због повећане релативне влажности ваздуха. Најкишовитији месеци су мај и октобар (тада дувају влажни западни ветрови), док су септембар и фебруар са најмање кише (под утицајем сувих хладних ветрова). Око 68% падавина излучи се у току вегетационог периода. Овај режим се, нажалост, у условима глобалне промене климе на Земљи мења и у Сићевачкој клисури, „тако што у току летњих месеци, када је највећа температура има и највећег одсуства падавина (тзв. аридни месеци). У првих десет година 21. века, по неписаном правилу, падавина нема у летњим месецима или су толико краткотрајне, да то веома подсећа на одлике Јадранског приморја.“
Данас су у односу на снеговите године, као у већем делу Србије, и на овом простору чешће године кад снег изостане. Такве је и прва деценија 21. века, када су зиме са врло мало снега, највероватније због глобалних климатских промена на земљиној кугли.
| Климатски фактори на коридору ауто-пута E-80, деоница Просек —Бела Паланка (у рејону Сићевачке клисуре) |                                    |                                                  |                                     |                                         |                                   |                              |                                                  |
| Метереолошке станице                                                                                    | Средња годишња температура ваздуха | Просечна вредност средњих годишњих падавина (mm) | Средњи датум првих снежних падавина | Средњи датум последњих снежних падавина | Просечна годишња облачност (n/10) | Трајање сунчаног времена (%) | Средња вредност годишњег ваздушног притиска (mb) |
| Ниш (Бела Паланка)                                                                                      | 12 °C (11 °C)                      | 586,8                                            | 16.12.                              | 1.3. (16.3.)                            | 5,5                               | 55                           | 1019—1020                                        |

## Флора и фауна
Градиштански кањон са тесно склопљеним странама, које највећим делом чине вертикалне, степенасто одсечене камене литице, углавном се своди на речно корито Нишаве. Десни северни обод Градиштанског кањона који припада атару Градишта значајно је обешумљенији од левог јужног, који припада обронцима Суве планине. Поред геолошког састава (кречњак и пермски пешчари), једним мањим делом разлог за то је већа осунчаност јужне подгорине Сврљишких планина, са више инсолације и топлоте, а други, највероватније и главни, масовна сеча и спаљивање шума у 19. веку, како из нехата, тако и да би се добило пољопривредно земљиште (ливаде и њиве). Тако се на падинама Сврљишких планина, све до Плеша, протеже предео скоро голог краса, попут „камените пустиње“, са ретким и разбацаним жбуњем.
Након све већег исељавања становништва са ширег простора Градиштанског кањона, вегетација се спонтано све више обнавља, а са њом и фауна.
Флора
На овом простору, у његовим јужним деловима, заштићеним Сврљишким планинама, од хладних утицаја са севера (као и у осталим делови Сићевачке клисуре) са по 20-40 ендемита на 10 km², налазе се значајни региони ендемизма средоземних биљака у Србији. Изразито присуство наведених врста објашњава се постојањем великих површина под термофилним камењарима и шибљацима, а оригиналност флоре огледа се пре свега кроз присуство ендемичних представника, нарочито оних које одликују изразито мали ареали. У флори доминирају врсте медитеранско-субмедитеранског распрострањења.
На јужној страни кањона налази се и сувопланинско узвишење Облик, које је значајно по томе јер се још само на њему и Јелашничкој клисури налази заједничко станиште два терцијарна реликта и балканска ендемита, српске рамонде (Ramonda serbica) и Наталијине рамонде (Ramonda nathaliae) у Србији.
Биљне врсте које се још срећу у кањону су жалфија (Salvia officinalis) чије је ово највеће и најсеверније налазиште, кошутица или жутилица (Coronilla emerus L.), субмедитеранска врста ретка у Србији, дивљи јоргован (Syringa vulgaris), седефче (Ruta graveolens), мечја леска (Corylus colurna), дивља вишња, и друге.
На подручју Градиштанског кањона у бројним истраживањима откривена су и налазишта мајчине душице, ртањског чаја (чубре), хајдучке траве, кантариона, клеке и других медоносних и лековитих биљака. Биљка Orobanche serbica G. Beck et Petrović 1885 је по први пут нађена на северним падинама кањона испод Плеша. Примерци нађени на овој локацији узимају се као холотип за компарацију.
Фауна
Некада богато подручје бројним сисарима и папкарима, данас је остало само у причама, јер је крчење шума и досељавање становништва на ове просторе значајно утицало на њихово истребљење. У првој деценији 21. века, вегетација је почела све више да се обнавља, што је једним делом допринело и повратку дивљачи на овај простор. Тако су нпр. 2003. године виђене срне.
Управо на напред описаним литицама Градиштанског кањона гнезди се један од последњих парова сурог орла у Србији. Зато се ово подручје, сматра значајним јер се одликује присуством посебно значајних врста птица и сисара са аспекта заштите у Европи.
Од гмизаваца треба поменути шумску корњачу (Testudo hermanni), која своје станиште има на потезу Куновице. Змије су заступљене са смуком (Zamenis longissima), доста бројним поскоцима (Vipera ammodytes), шарком (Vipera berus) и у водотоковима Нишаве и њених притока белоушком (Natrix natrix).
- Змије заступљене на простору Градиштанског кањона Сићевачке клисуре
- Шарка(Vipera berus)
- Поскок(Vipera ammodytes)
- Белоушка (Natrix natrix)
- Смук(Zamenis longissima)

Главне опасности и проблеми заштите животињских врста у Градиштанском кањону огледају се у деградацији или уништавању станишта на делу подручја у близини насеља (каменоломи, постоје, мрежа путева, разни објекти), лов, криволов, замке, примена пестицида, дивље депоније и неконтролисано одлагање отпада, узнемиравање животиња итд.

## Саобраћај
Све до изградње железничке пруге долином Нишаве Градиштански кањон је био лоциран далеко од главних саобраћајница које су заобилазиле не само овај кањон већ и целом дужином непроходну Сићевачку клисуру. Године 1887. након изградње дела железничке магистрале до Пирота отворене су железничке станице у атару Просека, Сићева и Островице. Касније (1888) изграђен је и део пруге од Пирота до српско-бугарске границе. Траса магистралног пута Ниш–Димитровград кроз Сићевачку клисуру делимично је просечена 1939, све до Градиштанског кањона, да би кроз Градиштањски кањон била завршена 1965. године. Изградња поменутих саобраћајница допринела је економском и туристичком активирању Сићевачке клисуре и њеног најатрактивнијег дела Градиштанског кањона.
Само десет година од ослобођења Ниша и околине од Турака у периоду од 1886. до 1887. инжињерске јединице српске војске, пробиле су пругу кроз Сићевачку клисуру и по први пут успоставиле железнички саобраћај између Ниша и Софије.
О значају изградње пруге кроз Сићевачку клисуру, а посебно кроз њен најсложенији део Градиштански кањон, за будући развој саобраћаја и туризма на овом простору, и шире, прве записе, налазимо у списима др Владана Ђорђевића, који је након што је кроз Градиштански кањон прошао за време Српско-бугарског рата 1885. године, заједно са лекаром и познатим српским приповедачем Лазом К. Лазаревићем забележио:
До 1964. године магистрални пут Ниш—Софија пратио је трасу тзв. „вија милитарис“ у периоду Рима и Византије, и „цариградског друма“ у средњовековном периоду у доба Османлија, јер је Сићевачка клисура, на истоку, због својих морфолошких облика, нарочито дубине и узине Градишког кањона, представљала препреку изградњи друмске саобраћајнице. Магистрални пут је идући из Ниша преко Нишке Бање, све до 1964. и пробијања Градишког кањона, водио јужним ободом Сићевачке клисуре, преко Јелашнице, а затим долином Куновичке реке и преко висоравни Плоча даље на Исток. Ова траса је коришћена и 2006. као заобилазница, у току радова на обнављању пута и проширењу 13 тунела у Сићевачкој клисури.
Само две деценије након изградње пута кроз Градиштански кањон, нагли развој саобраћаја и туризма превазишао је његове могућности. Он постаје не само уско грло у систему европских коридора, већ и ограничавајући фактор даљег развоја Ниша који може само делимично да користи предност свог повољног географског положаја, као важне балканске раскрснице. Овај пут је и озбиљан еколошки проблем за Парк природе „Сићевачка клисура“.
У циљу унапређења саобраћаја на коридору 10 и заштите природних и туристичких потенцијала Градиштанског кањона и Сићевачке клисуре, супротно постојећем (међународном магистралном путу) који иде кроз централни део Природног парка „Сићевачка клисура“ и озбиљно угрожава биолошки диверзитет и станишта великог броја ендемских, старих и ретких биљака и животињских врста и његове природне лепоте, пројектом новог ауто-пута, траса ове интеррегионалне и трансконтиненталне саобраћајнице опет се усмерава преко Плоче.
С краја 2011. започела је изградња савременог ауто-пута Ниш—Димитровград, чија траса иде северним падинама Суве планине, кроз долине Студене, Куновачке реке, Драгуша и Црвене реке, јужном границом Природног парка „Сићевачка клисура“ од насеља Просек до насеља Црвена Река. Његовом изградњом не само да ће престати даља „ерозија“ екосистема и природних лепота Сићевачке клисуре, већ и унапредити туризам и економски развој региона који окружује коридор 10, као и саобраћај и економске везе Републике Србије са суседним земљама.
У 21. веку нагли развој железничког саобраћаја и туризма, праћен застарелошћу и лошим одржавањем железничке инфраструктуре (што се види на горњој слици), превазишао је могућности ове железничке пруге. Зато она све више успорава саобраћај и постаје не само уско грло у систему паневропских железничких коридора, већ и озбиљан еколошки проблем по Парк природе „Сићевачка клисура“, јер пруга није модернизована (електрифицирана).